# Basilio di Luni
Basilio (... – IV secolo) è un santo venerato dalla Chiesa cattolica, tradizionalmente considerato il primo vescovo della diocesi di Luni.

## Agiografia e culto
Nulla si sa della sua vita, ma la sua esistenza non è in dubbio perché nel VII secolo, come si deduce da iscrizioni sulle monete, la chiesa locale aveva nome di Ecclesia Basiliana; inoltre la cattedrale di Sarzana in origine era una pieve dedicata anche a san Basilio. 

Secondo alcuni fu il secondo vescovo della diocesi.
Nel calendario della Chiesa locale, come testimonia un codice del XIII secolo nell'Archivio capitolare di Sarzana, era festeggiato il 28 ottobre. Attualmente non è compreso nel Martirologio Romano.